# Cayos Noronquises
Los cayos Noronquises, o simplemente Los Noronquises a veces llamado simplemente Cayo Noronqui o Noronky es el nombre que recibe un conjunto de tres islas venezolanas en el Mar Caribe: Noronquí de Arriba, Noronquí del Medio y Noronquí de Abajo, las islas forman parte de las Antillas Menores, específicamente del Archipiélago Los Roques, que a su vez está administrado como parte del Territorio Insular Francisco de Miranda (una división de las Dependencias Federales de Venezuela). Todo el archipiélago fue declarado parque nacional, mediante decreto presidencial, en 1972.

## Geografía
Las islas están deshabitadas, con solo un pequeño refugio de madera y solo son visitadas por turistas o por autoridades del parque o gubernamentales. Para acceder a estas islas es necesario tomar un bote desde la Isla de Gran Roque, que se encuentra al noreste. Al sur de estos cayos se encuentran Los Loranquises, Crasquí y Espenquí.
Las 3 islas tienen una superficie conjunta de 54,6 hectáreas distribuidas de la siguiente manera:
- Noronquí de Arriba, posee 19 hectáreas o 0,19 kilómetros cuadrados.
- Noronquí del Medio posee 25,5 hectáreas o 0,19 kilómetros cuadrados.
- Noronquí de Abajo posee 10,1 hectáreas o 0,10 kilómetros cuadrados..